# Gare Anjou
Cet article concerne la gare. Pour l'arrondissement montréalais, voir Anjou (Montréal). Pour les autres significations, voir Anjou (homonymie).
La gare Anjou est une gare du réseau de train de banlieue de Montréal, exploité par Exo, située entre les arrondissements Anjou et Rivière-des-Prairies–Pointe-aux-Trembles à Montréal. La gare fait partie de la ligne 15 - Mascouche inaugurée en décembre 2014.
À partir du 27 juin 2017, la gare Anjou ajoute a son service les trains de Montréal-Senneterre et de Montréal-Jonquière.